# Биг Сър
Биг Сър (на английски: Big Sur) е географска област в централна Калифорния, Съединените щати.
Областта обхваща територията южно от Монтерейския полуостров, където планината Санта Лусия се спуска стръмно към брега на Тихия океан. Районът е рядконаселен и с живописна природа, което го превръща в популярна туристическа дестинация.